# Marhwini
En el universo imaginario de J. R. R. Tolkien y en la obra Cuentos inconclusos de Númenor y la Tierra Media, Marhwini es el último jefe o rey de los Hombres del Norte que integraron el Reino de Rhovanion en la Tercera Edad del Sol. Su pueblo vivía en las Tierras Pardas, el sur del Bosque Negro y constituyeron el último baluarte defensivo de Gondor, contra los Hombres del Este y en especial de los Aurigas. 
Es hijo de Marhari y si bien se desconocen otros datos, se sabe que vivió en tiempos de los reyes Narmacil II y Calimehtar de Gondor y tuvo una importante participación en los conflictos bélicos de aquella época. Su nombre proviene del Gótico _Marh_ que significa "Caballo", _wini_ que significa "Amigo".
Siendo joven participó en la Batalla de los Llanos al lado de su padre, en la que el rey Narmacil II fue derrotado y muerto. Pero la derrota no fue más catastrófica dada la resistencia de los hombres de Rhovanion. En esa acción cayó su padre y él se convirtió en rey.
Luego de esta Batalla y en (circa) 1856 T. E., Marhwini, reunió a los restos de su pueblo y los llevó a vivir a los Valles del Anduin, entre La Carroca y los Campos Gladios, convirtiéndose en el rey del nuevo pueblo conocido como los Éothéod.
En el año 1899 T. E. los aurigas se dispusieron otra vez a atacar Gondor. Marhwini envió mensajeros a Calimehtar alertándolo y juntos armaron una estrategia para derrotarlos. Mientras el rey de Gondor los esperaría en la llanura de Dagorlad, Marhwini organizaría una revuelta de los Hombres del Norte sometidos a la esclavitud por los orientales. Además él y su ejército atacarían la retaguardia del enemigo en el momento en que estos estuvieran atacando al ejército de Calimehtar.
La maniobra tuvo éxito y los Aurigas fueron derrotados y empujados hacia las Ciénagas de los Muertos. Los sobrevivientes fueron perseguidos por Marhwini. Este éxito militar de las fuerzas conjuntas se conoció como  la Batalla de Dagorlad.
Lamentablemente la rebelión fracasó, por la resistencia de las mujeres de los aurigas, que defendieron las tierras ocupadas; así y todo causó muchas bajas y mucha destrucción entre los Orientales. Esta batalla se consideró la primera de las alianzas entre Gondor y los Éothéod. 
Marhwini se vio obligado, entonces, a volver a sus tierras en los Valles del Anduin, donde falleció años más tarde. Fue sucedido por su hijo Forthwini.
| Predecesor: Marhari              | Rey de Rhovanion 1856 T. E.            | Sucesor: Nadie (último rey) |
| Predecesor: Nadie (primer señor) | Señor de los Éothéod 1856 - 1899 T. E. | Sucesor: Forthwini          |